# Вера Молнар (актриса)
Вера Молнар (наст. имя Вера Кмент; 5 октября 1923, Франкфурт-на-Майне — 16 марта 1986, Рим) — немецкая киноактриса, известна по главными ролям в западно-германских фильмах 1950-х годов.

## Биография
Родилась в 1923 году во Франкфурте-на-Майне, урождённая Вера Кмент, дочь немки и инженера из Венгрии.
В годы войны была мобилизована на работу на военный завод, вечером ходила на актёрский семинар Макса Рейнхардта.
После окончания войны, пытаясь пополнить свой скудный доход, была вовлечена в деятельность чёрного рынка, была арестована, провела шестнадцать месяцев в австрийской тюрьме.
Её жизнь резко изменилась в 1949 году, когда её увидел поющей в кафе режиссёр Геза фон Чиффра, который дал ей псевдоним «Вера Мольнар» и снял её в нескольких своих музыкальных фильмах. До середины 1950-х годов снялась в десятке западно-германских фильмов, в том числе в главных ролях.
Иммиграционные власти США отказали ей в визе из-за её «криминального прошлого», тем самым Голливуд для неё был закрыт. Во второй половине 1950-х играла второстепенные роли в непримечательных итальянских фильмах, но ей не удалось сделать карьеру в международном кино. Даже в театре она получила лишь кратковременное участие.
В конце 1950-х ушла из кинематографа, вышла замуж за итальянского промышленника, поселилась в своей резиденции в Риме, занималась живописью. Умерла в 1986 году в Риме.

## Фильмография (выборочно)
- 1949 — Опасные гости — Инга Строхмайер
- 1950 — Габриэла — Андреа
- 1950 — Третья справа — Катрин — главная роль
- 1950 — Человек в поисках себя — Виктория Миллар — главная роль
- 1951 — Мой друг — вор — Нина
- 1952 — Бессмертные мелодии — Ванда Пьери
- 1952 — Красочный сон — Марина  — главная роль
- 1953 — Кузен из ниоткуда — Джулия де Верт — главная роль
- 1954 — Где свобода? — Аньезе
- 1954 — Признание Ины Кар — Дженни